# 迪米塔尔·布拉戈耶夫
迪米塔尔·布拉戈耶夫·尼科洛夫（1856年6月14日—1924年5月7日），保加利亚马克思主义活动家，保加利亚共产党创始人。

## 生平
布拉戈耶夫出生于奥斯曼帝国的希臘地区。青年时期他就参加了保加利亚民族解放运动，保加利亚独立后，他前往俄国，先后在敖德萨、圣彼得堡等地的大学里学习法律、美学，并开始接受马克思主义和社会主义思想，并在俄国建立一个社会民主主义组织，1885年，因为从事革命活动被俄国政府驱除出境。回到保加利亚后，开始创办杂志宣传社会主义思想。1891年8月2日，他主持建立保加利亚社会民主党。1894年，保加利亚社会民主党与保加利亚社会民主联盟合并为保加利亚社会民主工党。在第一次世界大战期间，他持反战立场，并积极宣传布尔什维克的思想。他还主张成立巴尔干联邦共和国。1919年，他领导的保加利亚社会民主工党（紧密派社会主义者）加入共产国际，并改组为保加利亚共产党（紧密派社会主义者）。1924年5月7日，布拉戈耶夫在索非亚病逝。

## 图集

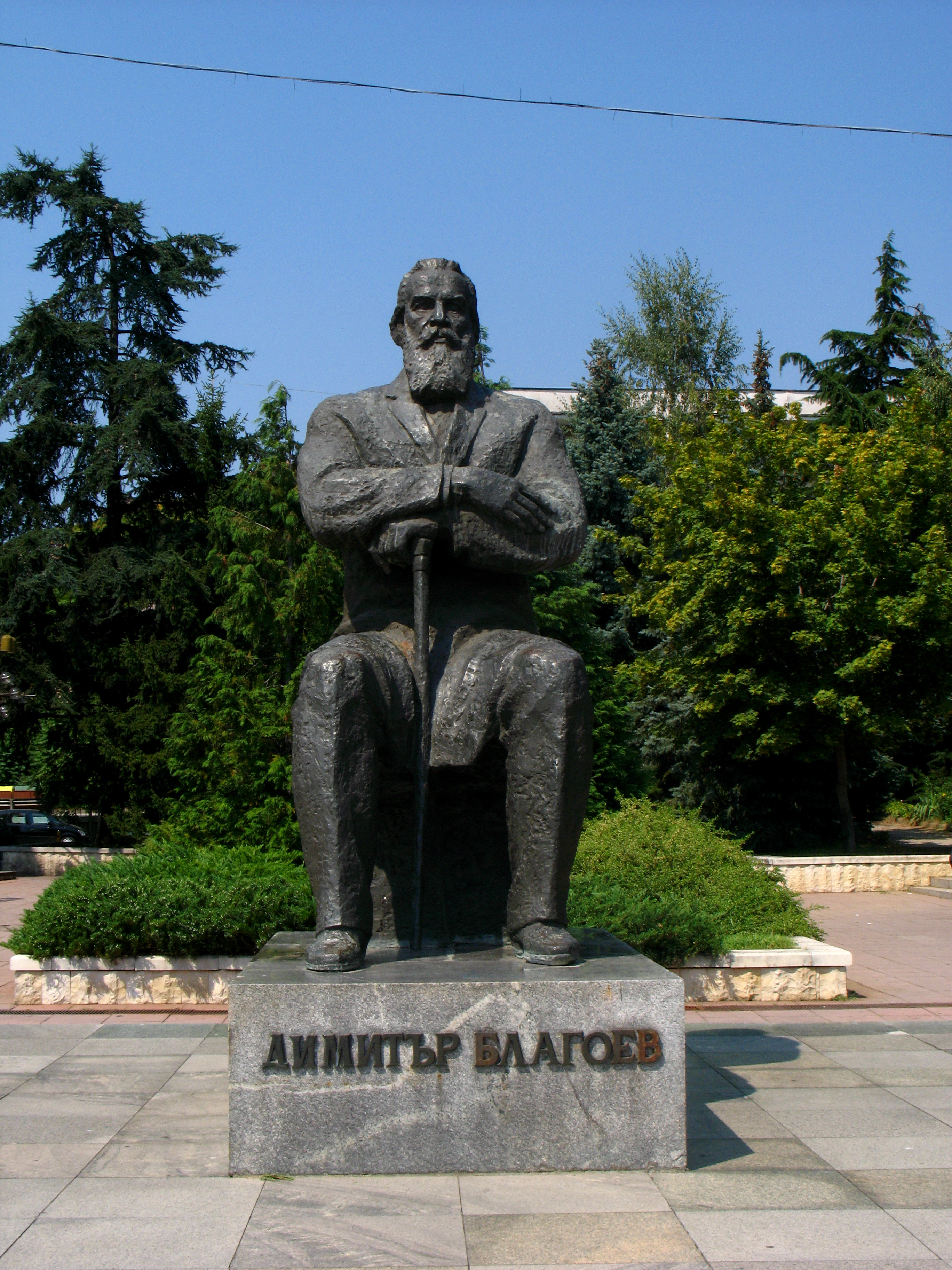
在Blagoevgrad纪念碑
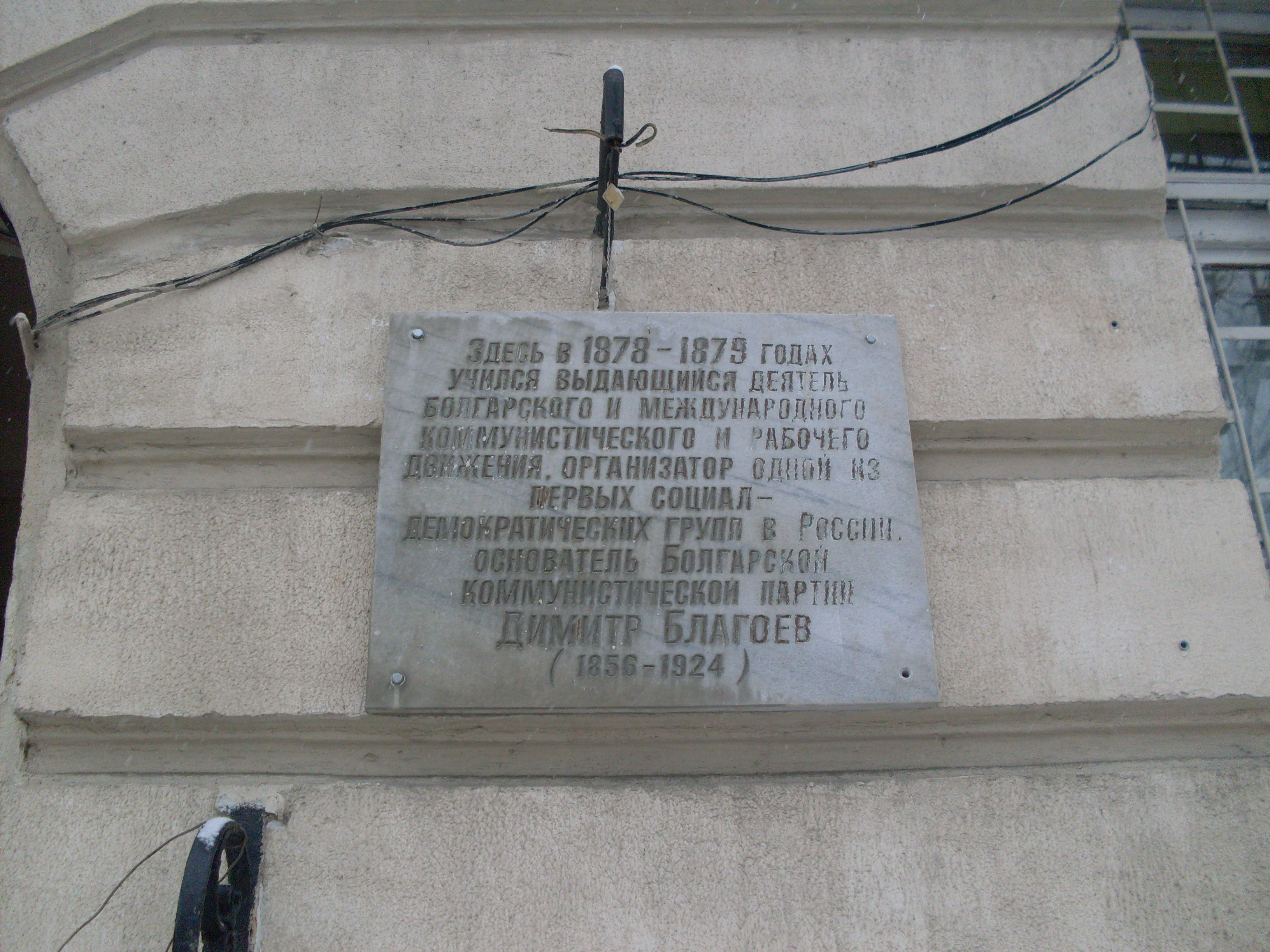
在敖德萨的纪念牌匾